# گرگ بریتیش کلمبیا
گرگ بریتیش کلمبیا (نام علمی: Canis lupus columbianus) یک زیرگونه از گرگ خاکستری است که در ناحیه‌ای باریک زندگی می‌کند که شامل قسمت‌هایی از ساحل اصلی و جزایر نزدیک به ساحل است که با جنگل‌های بارانی معتدل پوشیده شده و از جزیره ونکوور، بریتیش کلمبیا، تا مجمع‌الجزایر الکساندر در جنوب‌شرقی آلاسکا گسترش می‌یابد. این منطقه توسط کوه‌های ساحلی محدود شده است.
گرگ بریتیش کلمبیا یکی از بزرگ‌ترین زیرگونه‌های گرگ خاکستری در آمریکای شمالی است. وزن آن‌ها بین ۸۰ تا ۱۵۰ پوند است و پوشش بلندی دارند که معمولاً سیاه است و اغلب با خاکستری یا قهوه‌ای مخلوط می‌شود. طول آن‌ها حدود ۶۰ تا ۷۰ اینچ است. این گونه در گروه‌هایی زندگی می‌کند که می‌تواند از ۲ تا ۳۰ عضو داشته باشد.
گرگ بریتیش کلمبیا، مانند بسیاری از گرگ‌های دیگر، حیواناتی شکارچی و گوشتخوار هستند. آن‌ها فقط برای بقا می‌کشند و طعمه‌های خود را تعقیب کرده و معمولاً یا زردپی‌های آن‌ها را قطع می‌کنند یا طعمه را به سمت اعضای دیگر گله می‌راند. رژیم غذایی معمول آن‌ها شامل خرگوش، پرندگان، گوزن، گوزن شمالی، آهو و دیگر پستانداران سم‌دار است.
این گونه گرگ‌ها برای تمام عمر جفت‌گیری می‌کنند. ماده‌ها یک بار در سال از دسامبر تا مارس جفت‌گیری می‌کنند و دوره بارداری ۶۳ روزه دارند و معمولاً ۴ تا ۶ توله به دنیا می‌آورند. تمام اعضای گله به مراقبت و حفاظت از توله‌ها کمک می‌کنند که در تقویت اتحاد گله مؤثر است.
گرگ بریتیش کلمبیا زمانی در بیشتر مناطق بریتیش کلمبیا، بخش‌هایی از یوکان، آلبرتا و جنوب باختری آلاسکا یافت می‌شد. این گرگ‌ها به توندرا و جنگل‌های باز بریتیش کلمبیا ترجیح می‌دهند، اما به دلیل شکار بی‌رویه در این مناطق منقرض شده‌اند. در حالی که این گرگ‌ها زمانی بیشتر آمریکای شمالی را سکونت می‌کردند، اکنون فقط در آلاسکا، کانادا و برخی از مناطق ایالات متحده پراکنش دارند. این گونه در خطر انقراض است و از سال ۱۹۸۵ تلاش‌هایی برای حفاظت و معرفی دوباره آن‌ها در طبیعت در حال انجام است.

## آرایه‌شناسی
این نوع گرگ برای اولین بار در سال ۱۹۴۱ به عنوان یک زیرگونه متمایز توسط ادوارد گلدمن طبقه‌بندی شد، که نمونه خود را به عنوان یک گرگ بزرگ توصیف کرد که جمجمه‌اش شباهت زیادی به C. l. pambasileus داشت و پوست آن معمولاً رنگی از سیندره‌ای-زردی داشت. این گرگ به عنوان یک زیرگونه از Canis lupus شناخته شده است.
مطالعاتی که از دی‌ان‌ای میتوکندریایی استفاده کردند نشان دادند که گرگ‌های ساحلی جنوب‌شرقی آلاسکا از نظر ژنتیکی با گرگ‌های خاکی متفاوت هستند، که الگوی مشابهی که در دیگر تاکسا مشاهده شده را منعکس می‌کند. این‌ها رابطه فیلوژنتیک با گرگ‌های منقرض شده از جنوب (اوکلاهما) نشان می‌دهند، که نشان می‌دهد این گرگ‌ها باقی‌مانده‌های آخرین گروهی هستند که در گذشته گسترده بوده‌اند و عمدتاً در طی قرن گذشته منقرض شده‌اند، و این که گرگ‌های شمالی آمریکای شمالی از پناهگاه‌های جنوبی زیر یخبندان ویسکانسین پس از ذوب یخ‌ها در پایان آخرین بیشینه یخچالی گسترش یافته‌اند. این یافته‌ها طبقه‌بندی تاکسونومیکی C. l. nulibus که توسط نوواک پیشنهاد شده را زیر سؤال می‌برند. یک مطالعه دیگر نشان داد که گرگ‌های ساحلی بریتیش کلمبیا از نظر ژنتیکی و بوم‌شناختی با گرگ‌های داخل‌کشور متفاوت هستند، از جمله دیگر گرگ‌ها از داخل‌کشور بریتیش کلمبیا. یک مطالعه از سه گرگ ساحلی رابطه فیلوژنتیکی نزدیک بین نواحی جغرافیایی و بوم‌شناختی مجاور را نشان داد و مطالعه پیشنهاد کرد که Canis lupus ligoni (گرگ مجمع‌الجزایر الکساندر), Canis lupus columbianus (گرگ بریتیش کلمبیا) و Canis lupus crassodon (گرگ جزیره ونکوور) باید به عنوان یک زیرگونه واحد از Canis lupus شناخته شوند.
در سال ۲۰۱۶، دو مطالعه توالی اسید نوکلئیک ۴۲٬۰۰۰ چندریختی تک‌نوکلئوتید در گرگ‌های خاکی آمریکای شمالی مقایسه کردند و دریافتند که گرگ‌های ساحلی از نظر ژنتیکی و فنوتیپی از دیگر گرگ‌ها متمایز هستند. آن‌ها همان زیستگاه و گونه‌های شکار مشترک را دارند و یکی از شش اکوتیپ شناسایی شده در مطالعه را تشکیل می‌دهند - یک جمعیت ژنتیکی و بوم‌شناختی متمایز که از دیگر جمعیت‌ها با نوع زیستگاه متفاوت خود جدا شده است. سازگاری محلی یک اکوتیپ گرگ احتمالاً نشان‌دهنده ترجیح گرگ برای ماندن در نوع زیستگاهی است که در آن به دنیا آمده است. گرگ‌هایی که در محیط‌های ساحلی و مرطوب به شکار ماهی و گوزن‌های کوچک می‌پردازند، تمایل به کوچک‌تر بودن از دیگر گرگ‌ها دارند.

## شرح
گرگ بریتیش کلمبیا یکی از بزرگ‌ترین زیرگونه‌های گرگ‌های آمریکای شمالی است.
وزن آن‌ها حدود ۸۰ (۳۶ کیلوگرم) تا ۱۵۰ پوند (۶۸ کیلوگرم) است و طول آن‌ها تقریباً ۵ فوت (۱۵۲ سانتی‌متر) تا ۵ فوت ۱۰ (۱۷۸ سانتی‌متر) می‌باشد.
این گرگ‌ها پوشش‌های بلندی دارند که معمولاً سیاه هستند و اغلب با خاکستری یا قهوه‌ای مخلوط می‌شوند.